# ソニークロフト・カービン
ソニークロフト・カービン(Thorneycroft carbine)は、イギリスで開発された小銃。1901年にイギリスの銃器技術者ジェームズ・ベアード・ソニークロフト(James Baird Thorneycroft)が開発し、1901年7月18日には特許第14,622号として特許を取得している。記録に残されている限り、世界で初めてブルパップ方式レイアウトを取り入れた小銃とされる。
機関部は完全に銃床に埋め込まれている。実包は当時のイギリス軍制式小銃弾.303ブリティッシュ弾を使用し、挿弾子により最大5発が装填できる固定式弾倉を備える。
当時の制式小銃リー・エンフィールドに比べ、ソニークロフト・カービンは7.5インチ短く、また10%軽かったものの、使用試験の折にいくつかの欠点が明らかになった。まずソニークロフト・カービンの形状と重量では.303弾のエネルギーを十分に受け止めきれず、結果として射手が受ける反動は非常に大きいものになっていた。さらに機関部を銃床に埋め込んだ独特の形状も「人間工学上の欠陥」、すなわち非常に構えにくい形状と見なされた。その結果、ソニークロフト・カービンが制式小銃として採用されることはなかった。